# Julian Montwiłł Ejtminowicz
Julian Montwiłł Ejtminowicz (zm. 13 marca 1873 roku) – pułkownik powstania styczniowego.
Pochodził z Litwy. Jako kapitan strzelców rosyjskiego pułku libawskiego, przeszedł w szeregi powstańcze, walczył pod Uścinowem i Wojciechowem.
Pochowany na Cmentarzu Sapieżyńskim w Stanisławowie.